# 트랜스페르뮴 전쟁
화학 원소 104번부터 106번까지의 명칭은 1960년대부터 시작된 큰 논란의 대상이 되었으며, 일부 핵화학자는 이를 트랜스페르뮴 전쟁(Transfermium Wars)이라 불렀다. 이는 주기율표에서 페르뮴(100번 원소) 다음에 오는 원소에 관한 논란이었기 때문이다.
이 논란은 미국 과학자와 소련 과학자가 이 원소를 누가 먼저 분리했는지에 대한 분쟁에서 비롯되었다. 1997년 이 논란의 최종 해결로 107번부터 109번 원소의 명칭도 결정되었다.

## 논란
관례적으로 새로 발견된 화학 원소의 명명권은 그 발견자에게 주어진다. 104번, 105번, 106번 원소의 경우, 합동원자핵연구소의 소련 연구진과 로런스 버클리 국립연구소의 미국 연구진 사이에 어느 그룹이 이들을 먼저 발견했는지에 대한 논란이 있었다. 양측은 서로의 명칭을 인정하지 않고 104번과 105번 원소에 대해 각자의 이름을 제안했다.
106번 원소에 대한 미국의 명칭인 시보귬은 일부 사람들에게도 반대 의견을 받았는데, 이는 이 이름이 제안될 당시 살아있던 미국 화학자 글렌 T. 시보그를 지칭했기 때문이다. (아인슈타이늄과 페르뮴도 알베르트 아인슈타인과 엔리코 페르미가 살아있을 때 새로운 원소의 이름으로 제안되었지만, 냉전의 비밀주의 때문에 그들의 사망 후에야 공개되었다.)

## 양 세력
원소 명명 논란에 관련된 두 주요 그룹은 다음과 같다.
- 로런스 버클리 국립연구소의 미국 그룹.
- 두브나에 있는 합동원자핵연구소의 러시아 그룹.

그리고 일종의 중재자로서,
- IUPAC 무기화학명명법위원회는 IUPAC 총회에 자체 제안을 제출했다.

다름슈타트의 중이온 연구소(GSI)에 있는 독일 그룹은 (논란의 여지 없이) 107번부터 109번 원소를 발견했으며, 위원회가 미국인이 105번 원소에 제안했던 "하늄"이라는 이름을 대신 GSI의 108번 원소에 사용하도록 제안하면서 논란에 휘말렸다.
| 그룹   | 원자 번호 | 이름       | 에포님            |
| ------ | --------- | ---------- | ----------------- |
| 미국   | 104       | 러더포듐   | 어니스트 러더퍼드 |
| 미국   | 105       | 하늄       | 오토 한           |
| 미국   | 106       | 시보귬     | 글렌 T. 시보그    |
| 러시아 | 104       | 쿠르차토븀 | 이고리 쿠르차토프 |
| 러시아 | 105       | 닐스보륨   | 닐스 보어         |

### 제안

#### 다름슈타트
독일 그룹이 107번부터 109번 원소에 제안한 이름은 다음과 같다.
| 원자 번호 | 이름       | 에포님        |
| --------- | ---------- | ------------- |
| 107       | 닐스보륨   | 닐스 보어     |
| 108       | 하슘       | 독일 헤센주   |
| 109       | 마이트너륨 | 리제 마이트너 |

#### IUPAC
1994년, IUPAC 무기화학명명법위원회는 다음 이름을 제안했다.
| 원자 번호 | 이름       | 에포님                |
| --------- | ---------- | --------------------- |
| 104       | 더브늄     | 러시아 두브나         |
| 105       | 졸리오튬   | 프레데리크 졸리오퀴리 |
| 106       | 러더포듐   | 어니스트 러더퍼드     |
| 107       | 보륨       | 닐스 보어             |
| 108       | 하늄       | 오토 한               |
| 109       | 마이트너륨 | 리제 마이트너         |

이는 104번 원소의 이름을 두브나 연구 센터를 기리는 이름으로 바꾸고 106번 원소에 시보그의 이름을 붙이지 않음으로써 논란이 된 원소들의 명명을 러시아인과 미국인 사이에 나누어 분쟁을 해결하려 했다.

## IUPAC 94년 제안에 대한 반대
이 해결책은 미국화학회(ACS)의 반발을 샀는데, 106번 원소에 대한 명명권을 미국 그룹이 제안할 권리가 의심할 여지 없이 있으며, 그 그룹이 원소에 이름을 붙일 권리가 있어야 한다는 주장이었다. 실제로 IUPAC는 106번 원소 발견의 공로를 버클리에게 돌리기로 결정했다.
마찬가지로 독일 그룹은 108번 원소에 미국이 제안한 "하늄"이라는 이름을 붙이는 것에 반대하며, 원소는 발견자가 이름을 붙인다는 오랜 관례를 언급했다.
또한, 많은 미국 서적에서 이미 104번과 105번 원소에 러더포듐과 하늄을 사용했기 때문에, ACS는 이 이름이 다른 원소에 사용되는 것에 반대했다.
1995년, IUPAC는 논란의 여지가 있는 규칙을 포기하고 타협점을 찾기 위한 국가 대표 위원회를 설립했다. 그들은 106번 원소에 시보귬을 제안하는 대신, 103번 원소의 확립된 이름인 로렌슘을 제외한 모든 다른 미국 제안을 철회하는 것을 제안했다. 마찬가지로 확고하게 자리 잡은 102번 원소의 이름인 노벨륨은 1993년 보고서에서 그 원소가 두브나에서 처음 합성된 것으로 인정됨에 따라 게오르기 플료로프의 이름을 따서 플레로븀으로 대체되었다. 미국 과학계는 이를 거부했고 결정은 철회되었다. 플레로븀이라는 이름은 나중에 114번 원소에 사용되었다.

## 해결 (IUPAC 97년)
1996년, IUPAC는 또 다른 회의를 열어 모든 이름을 재검토하고 새로운 권고안을 수락했으며, 마침내 1997년 스위스 제네바에서 열린 제39차 IUPAC 총회에서 승인 및 발표되었다. 105번 원소는 러시아의 두브나, JINR의 위치를 따서 더브늄(Db)으로 명명되었고, 미국의 제안은 102번, 103번, 104번, 106번 원소에 사용되었다. 더브늄이라는 이름은 이전 IUPAC 권고안에서 104번 원소에 사용된 바 있다. 미국 과학계는 이 결정을 "마지못해" 승인했다. IUPAC는 버클리 연구소가 버클륨, 캘리포늄, 아메리슘 명명에서 이미 여러 차례 인정받았으며, 104번과 106번 원소에 대한 러더포듐과 시보귬이라는 이름의 수용은 104번, 105번, 106번 원소 발견에 대한 JINR의 기여를 인정함으로써 상쇄되어야 한다고 지적했다.
다음 이름은 1997년 스위스 제네바에서 열린 제39차 IUPAC 총회에서 합의되었다.
| 원자 번호 | 이름       | 에포님            |
| --------- | ---------- | ----------------- |
| 104       | 러더포듐   | 어니스트 러더퍼드 |
| 105       | 더브늄     | 러시아 두브나     |
| 106       | 시보귬     | 글렌 시보그       |
| 107       | 보륨       | 닐스 보어         |
| 108       | 하슘       | 독일 헤센주       |
| 109       | 마이트너륨 | 리제 마이트너     |

따라서 106번부터 109번 원소에 대해서는 발견자의 원소 명명권 관례가 존중되었으며, 두 논란이 된 주장은 두 반대자 사이에서 "공유"되었다.

## 요약
| Z | 멘델레예프    | 체계적 이름 | 미국     | 러시아     | 독일       | 92년 타협안 | IUPAC 94년 | ACS 94년   | IUPAC 95년 | IUPAC 97년 | 현재       |
| --- | ------------- | ----------- | -------- | ---------- | ---------- | ----------- | ---------- | ---------- | ---------- | ---------- | ---------- |
| 101 | 에카-툴륨     | (운닐루늄)  | 멘델레븀 | —          | —          | 멘델레븀    | 멘델레븀   | 멘델레븀   | 멘델레븀   | 멘델레븀   | 멘델레븀   |
| 102 | 에카-이테르븀 | (운닐븀)    | 노벨륨   | 졸리오튬   | —          | 졸리오튬    | 노벨륨     | 노벨륨     | 플레로븀   | 노벨륨     | 노벨륨     |
| 103 | 에카-루테튬   | (운닐트륨)  | 로렌슘   | 러더포듐   | —          | 로렌슘      | 로렌슘     | 로렌슘     | 로렌슘     | 로렌슘     | 로렌슘     |
| 104 | 에카-하프늄   | 운닐콰듐    | 러더포듐 | 쿠르차토븀 | —          | 마이트너륨  | 더브늄     | 러더포듐   | 더브늄     | 러더포듐   | 러더포듐   |
| 105 | 에카-탄탈룸   | 운닐펜튬    | 하늄     | 닐스보륨   | —          | 쿠르차토븀  | 졸리오튬   | 하늄       | 졸리오튬   | 더브늄     | 더브늄     |
| 106 | 에카-텅스텐   | 운닐헥슘    | 시보귬   | —          | —          | 러더포듐    | 러더포듐   | 시보귬     | 시보귬     | 시보귬     | 시보귬     |
| 107 | 에카-레늄     | 운닐셉튬    | —        | —          | 닐스보륨   | 닐스보륨    | 보륨       | 닐스보륨   | 닐스보륨   | 보륨       | 보륨       |
| 108 | 에카-오스뮴   | 운닐옥튬    | —        | —          | 하슘       | 하슘        | 하늄       | 하슘       | 하늄       | 하슘       | 하슘       |
| 109 | 에카-이리듐   | 운닐에늄    | —        | —          | 마이트너륨 | 하늄        | 마이트너륨 | 마이트너륨 | 마이트너륨 | 마이트너륨 | 마이트너륨 |
| 110 | 에카-백금     | 운운닐륨    | 하늄     | 베크렐륨   | 다름슈타튬 | —           | —          | —          | —          | —          | 다름슈타튬 |
| 111 | 에카-금       | 운우늄      | —        | —          | 뢴트게늄   | —           | —          | —          | —          | —          | 뢴트게늄   |
| 112 | 에카-수은     | 운운븀      | —        | —          | 코페르니슘 | —           | —          | —          | —          | —          | 코페르니슘 |
| 결국 수용된 제안. 결국 다른 원소에 사용된 이름. 102번 원소에 대한 1995년 IUPAC 제안인 플레로븀은 114번 원소(에카-납)에 논란 없이 채택되었다. |               |             |          |            |            |             |            |            |            |            |            |

폴란드, 덴마크, 인도, 인도네시아와 같이 논란에 관여하지 않은 일부 국가에서는 1997년까지 104번 원소에 쿠르차토븀, 105번 원소에 하늄을 사용했다.

## 같이 보기
- 화학 원소 이름 어원 목록
- 화학 원소 명명 논란 목록 (Z = 23, 41, 70, 71, 74 포함)
- 체계적 원소 이름
- 화합물 명명법